# Premierzy Federacji Bośni i Hercegowiny

## Legenda
- tymczasowy premier

| #   | Imię i Nazwisko                | Portret | Kadencja         | Kadencja         | Partia polityczna | Partia polityczna |
| #   | Imię i Nazwisko                | Portret | Od               | Do               | Partia polityczna | Partia polityczna |
| --- | ------------------------------ | ------- | ---------------- | ---------------- | ----------------- | ----------------- |
| 1   | Haris Silajdžić (ur. 1945)     |         | 31 maja 1994     | 31 stycznia 1996 |                   | SDA               |
| 2   | Izudin Kapetanović (ur. 1953)  |         | 31 stycznia 1996 | 18 grudnia 1996  |                   | SDA               |
| 3   | Edhem Bičakčić (ur. 1952)      |         | 18 grudnia 1996  | 11 stycznia 2001 |                   | SDA               |
| –   | Dragan Čović (ur. 1956)        |         | 11 stycznia 2001 | 12 marca 2001    |                   | HDZ BiH           |
| 4   | Alija Behmen (1940–2018)       |         | 12 marca 2001    | 14 lutego 2003   |                   | SDP BiH           |
| 5   | Ahmet Hadžipašić (1952–2008)   |         | 14 lutego 2003   | 30 marca 2007    |                   | SDA               |
| 6   | Nedžad Branković (ur. 1962)    |         | 30 marca 2007    | 27 maja 2009     |                   | SDA               |
| –   | Vjekoslav Bevanda (ur. 1956)   |         | 27 maja 2009     | 25 czerwca 2009  |                   | HDZ BiH           |
| 7   | Mustafa Mujezinović (ur. 1954) |         | 25 czerwca 2009  | 17 marca 2011    |                   | SDA               |
| 8   | Nermin Nikšić (ur. 1960)       |         | 17 marca 2011    | 31 marca 2015    |                   | SDP BiH           |
| 9   | Fadil Novalić (ur. 1959)       |         | 31 marca 2015    | 28 kwietnia 2023 |                   | SDA               |
| (8) | Nermin Nikšić (ur. 1960)       |         | 28 kwietnia 2023 |                  |                   | SDP BiH           |